# Shine (píseň, Mike Oldfield)
„Shine“ je píseň britského multiinstrumentalisty Mika Oldfielda. Vydána byla jako jeho dvacátý první singl v květnu 1986 a v britské hudební hitparádě se neumístila.
Písničku „Shine“ zpívá člen art rockové skupiny Yes, Jon Anderson, pro kterého to nebyla první spolupráce s Oldfieldem. Nazpíval pro něj i píseň „In High Places“ pro album Crises v roce 1983. B stranu singlu zabírá instrumentálka „The Path“.
Singl „Shine“ vyšel také na dvanáctipalcové desce. Od té sedmipalcové se odlišuje písní „Shine“ prodlouženou o téměř dvě minuty.

## Seznam skladeb
7" verze
1. „Shine“ (Oldfield/Oldfield, Anderson) – 3:21
2. „The Path“ (Oldfield) – 3:29

12" verze
1. „Shine (Extended Version)“ (Oldfield/Oldfield, Anderson) – 5:08
2. „The Path“ (Oldfield) – 3:29